# Johan-Olav Botn
Johan-Olav Smørdal Botn (* 18. Juni 1999 in Stårheim, Sogn og Fjordane) ist ein norwegischer Biathlet. Er wurde 2024 Europameister mit der Mixedstaffel und stand bisher einmal auf einem Weltcuppodest.

## Sportliche Laufbahn
Sein internationales Debüt gab Johan-Olav Botn vergleichsweise spät im November 2021, als er im IBU-Cup-Sprint von Idre Rang 32 erreichte. Nach einem weiteren Auftritt im folgenden Januar wurde er aber wieder aus dem Aufgebot gestrichen. Auch im Winter 2022/23 nahm der Norweger an den ersten Rennen Anfang Dezember teil und erzielte mit Rang 8 im Einzel auch sein erstes Top-10-Ergebnis. Da Erlend Bjøntegaard auf sein Startrecht verzichtete, bekam Botn zum Saisonfinale in Canmore den Reservestartplatz und erreichte in beiden Sprintrennen Podestplätze. Seinen besten Wettkampf zeigte er aber im finalen Rennen der Saison, dem Verfolgungswettkampf, den er mit über einer Minute Vorsprung auf Vebjørn Sørum für sich entschied und damit seinen ersten IBU-Cup-Sieg einfuhr. Bei den norwegischen Meisterschaften gewann Botn mit Håvard Bogetveit, Simon Kirkeeide und Johannes Thingnes Bø für Sogn og Fjordane die Bronzemedaille im Staffelbewerb, für den kommenden Winter wurde er erstmals in die B-Nationalmannschaft aufgenommen.
Botns internationaler Durchbruch erfolgte in der Saison 2023/24. Schon im ersten Trimester stand er in neun Wettkämpfen neunmal auf dem Podest, dabei gelangen ihm fünf Siege, was er vor allem mit einer extrem starken läuferischen Form realisierte. Daraufhin gab er im Januar 2024 bei den Wettkämpfen von Oberhof sein Debüt im Weltcup und setzte in seinem ersten Wettkampf, dem Sprint, die Laufbestzeit aller 99 Athleten. Da der Norweger aber statt vier geschossener Strafrunden fünf gelaufen war, dementsprechend als 26. ins Ziel kam, und sich auch im Verfolger nicht signifikant verbessern konnte, startete er danach wieder auf der zweiten Rennebene. Bei den Europameisterschaften gewann Botn nach jeweils zwei Schießfehlern Silber in Einzel und Sprint, mit der Mixedstaffel ergatterte er die Goldmedaille. Ab Anfang März wurde Botn wieder in den Weltcupkader aufgenommen und lief in den verbleibenden zwei Stationen in Nordamerika im Weltcup. Dort ging er im Sprint von Soldier Hollow mit der drittletzten Startnummer in das Rennen, blieb am Schießstand fehlerfrei und kam mit elf Sekunden Rückstand auf den Sieger Éric Perrot als Drittplatzierter ins Ziel, womit er seinen ersten Podestplatz feierte. Drei weitere Top-10-Platzierungen in Soldier Hollow und Canmore verhalfen dem Norweger zu Rang 29 im Endklassement, im IBU-Cup belegte er hinter Landsmann Mats Øverby Platz zwei.
In der Saison 2024/25 bekam Botn keinen Weltcupeinsatz, gehörte aber im IBU-Cup erneut zu den bestimmenden Athleten. Im Saisonverlauf gelangen ihm drei Einzelsiege sowie ein Triumph mit der Mixedstaffel, zudem erreichte er, hauptsächlich im Dezember 2024, eine Vielzahl von zweiten Plätzen, wobei er sich meist Isak Frey geschlagen geben musste.

## Statistiken

### Weltcupplatzierungen
Die Tabelle zeigt alle Platzierungen (je nach Austragungsjahr einschließlich Olympische Spiele und Weltmeisterschaften).
- 1.–3. Platz: Anzahl der Podiumsplatzierungen
- Top 10: Anzahl der Platzierungen unter den ersten zehn (einschließlich Podium)
- Punkteränge: Anzahl der Platzierungen innerhalb der Punkteränge (einschließlich Podium und Top 10)
- Starts: Anzahl gelaufener Rennen in der jeweiligen Disziplin
- Staffel: inklusive Mixed- und Single-Mixed-Staffeln

| Platzierung               | Einzel | Sprint | Verfolgung | Massenstart | Staffel | Gesamt |
| ------------------------- | ------ | ------ | ---------- | ----------- | ------- | ------ |
| 1. Platz                  |        |        |            |             |         |        |
| 2. Platz                  |        |        |            |             |         |        |
| 3. Platz                  |        | 1      |            |             |         | 1      |
| Top 10                    |        | 2      | 2          |             |         | 4      |
| Punkteränge               |        | 3      | 3          | 1           |         | 7      |
| Starts                    |        | 3      | 3          | 1           |         | 7      |
| Stand: Saisonende 2023/24 |        |        |            |             |         |        |

### Weltcupwertungen
Ergebnisse bei Weltcups (Disziplinen- und Gesamtweltcup) gemäß Punktesystem.
| Saison  | Einzel | Einzel | Sprint | Sprint | Verfolgung | Verfolgung | Massenstart | Massenstart | Gesamt | Gesamt |
| Saison  | Platz  | Punkte | Platz  | Punkte | Platz      | Punkte     | Platz       | Punkte      | Platz  | Punkte |
| ------- | ------ | ------ | ------ | ------ | ---------- | ---------- | ----------- | ----------- | ------ | ------ |
| 2023/24 | –      | –      | 21.    | 120    | 25.        | 84         | 31.         | 27          | 29.    | 231    |

### IBU-Cup-Siege
| Nr. | Datum         | Ort          | Disziplin      |
| --- | ------------- | ------------ | -------------- |
| 1.  | 3. März 2023  | Canmore      | Sprint         |
| 2.  | 30. Nov. 2023 | Kontiolahti  | Einzel         |
| 3.  | 2. Dez. 2023  | Kontiolahti  | Sprint         |
| 4.  | 3. Dez. 2023  | Kontiolahti  | Mixedstaffel 1 |
| 5.  | 8. Dez. 2023  | Idre         | Sprint         |
| 6.  | 10. Dez. 2023 | Idre         | Verfolgung     |
| 7.  | 15. Dez. 2023 | Sjusjøen     | Verfolgung     |
| 8.  | 10. Jan. 2024 | Ridnaun      | Sprint         |
| 9.  | 13. Jan. 2024 | Ridnaun      | Mixedstaffel 2 |
| 10. | 28. Jan. 2024 | Osrblie (EM) | Mixedstaffel 3 |
| 11. | 3. Feb. 2024  | Arber        | Sprint         |
| 12. | 21. Dez. 2024 | Obertilliach | Massenstart 60 |
| 13. | 22. Dez. 2024 | Obertilliach | Mixedstaffel 4 |
| 14. | 8. März 2025  | Otepää       | Verfolgung     |
| 15. | 14. März 2025 | Otepää       | Sprint         |